# Kanadai sarkvidéki szigetcsoport
A kanadai sarkvidéki szigetcsoport (angol: Canadian Arctic Archipelago), a kanadai kontinentális szárazföldtől északra fekvő szigetcsoport, Grönland kivételével.
Észak-Amerika északi szélén található, és körülbelül 1 424 500 km2 területű, a Jeges-tenger 36 563 szigetéből álló csoportja Észak-Kanada területének jelentős részét – Nunavut és az északnyugati területek nagy részét – foglalja magában.
A szigetcsoport nyugat-keleti irányban körülbelül 2400 km hosszan és dél-északi irányban 1900 km szélességben terjed ki, a szárazföldtől Cape Columbiáig, az Ellesmere-sziget legészakibb pontjáig. Nyugaton a Beaufort-tenger határolja; északnyugaton a Jeges-tenger; keleten Grönland, a Baffin-öböl és a Davis-szoros ; délen pedig a Hudson-öböl és a kanadai szárazföld. A különböző szigeteket egymástól és a kontinentális szárazföldtől egy sor vízi út választja el, amelyek északnyugati átjáró (Northwest Passage) néven ismertek.

## Főbb szigetek
A szigetcsoport 36 563 szigetből áll, amelyek közül 94 nagyobb szigetnek minősül. A szigetcsoport 10 000 km² területnél nagyobb szigetei csökkenő sorrendben a következők:
| Név                    | Territórium | Terület     | Területe rangsor alapján | Területe rangsor alapján | Népessége (2001-ben) |
| Név                    | Territórium | Terület     | a Földön                 | Kanadában                | Népessége (2001-ben) |
| ---------------------- | ----------- | ----------- | ------------------------ | ------------------------ | -------------------- |
| Baffin-sziget          | NU          | 507 451 km2 | 5                        | 1                        | 9,563                |
| Victoria-sziget        | NT, NU      | 217 291 km2 | 8                        | 2                        | 1,707                |
| Ellesmere-sziget       | NU          | 196 236 km2 | 10                       | 3                        | 168                  |
| Banks-sziget           | NT          | 70 028 km2  | 24                       | 5                        | 114                  |
| Devon-sziget           | NU          | 55 247 km2  | 27                       | 6                        | 0                    |
| Axel Heiberg-sziget    | NU          | 43 178 km2  | 32                       | 7                        | 0                    |
| Melville-sziget        | NT, NU      | 42 149 km2  | 33                       | 8                        | 0                    |
| Southampton-sziget     | NU          | 41 214 km2  | 34                       | 9                        | 718                  |
| Prince of Wales-sziget | NU          | 33 339 km2  | 40                       | 10                       | 0                    |
| Somerset-sziget        | NU          | 24 786 km2  | 46                       | 12                       | 0                    |
| Bathurst-sziget        | NU          | 16 042 km2  | 54                       | 13                       | 0                    |
| Prince Patrick-sziget  | NT          | 15 848 km2  | 55                       | 14                       | 0                    |
| Vilmos király-sziget   | NU          | 13 111 km2  | 61                       | 15                       | 1279                 |
| Ellef Ringnes-sziget   | NU          | 11 295 km2  | 69                       | 16                       | 0                    |
| Bylot-sziget           | NU          | 11 067 km2  | 72                       | 17                       | 0                    |

## Térképen

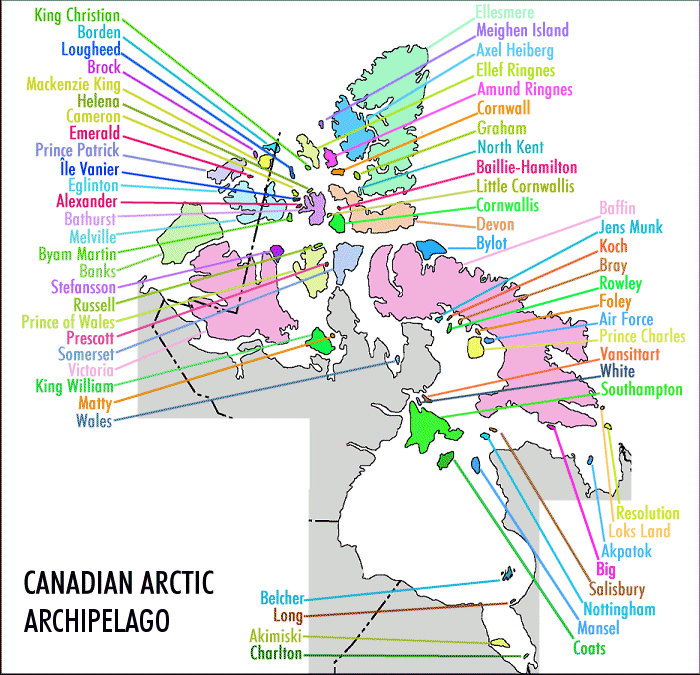
A szigetek